# Cateter duplo J

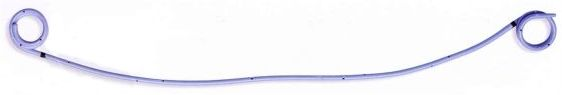

Cateter duplo J é o cateter utilizado para livre drenagem de urina do rim até a bexiga, em condições adversas. Uma extremidade ancora-se na pelve renal e a outra extremidade curva-se no interior da bexiga. Em inglês, double-J, "J-J stent" ou "pig-tail".
Este cateter pode ou não possuir um fio amarrado à extremidade para permitir a retirada do mesmo sem a necessidade de cistoscopia
Este cateter é utilizado frequentemente para se proceder a livre drenagem da urina do rim até a bexiga após cirurgias da via urinária, como ureterolitotripsias, nefrolitotripsias e transplante renal. Posteriormente este cateter é removido através de cistoscopia ou através da tração do fio ligado à sua extremedidade quando existente.
O catéter pode produzir graus variáveis de desconforto, incluindo polaciúria (vontade de ir ao banheiro freqüentemente), urgência urinária, urge-incontinência, sangramento urinário, dor lombar dor em baixo ventre.